# J. N. Loughborough
John Norton Loughborough (Victor, Nueva York, Estados Unidos, 26 de enero de 1832 - 7 de abril de 1924) era un ministro adventista del séptimo día en la época temprana de la organización religiosa.
Loughborough empezó predicar sobre la Segunda Venida de Cristo a los diecisiete años de edad, alquilando una iglesia para realizar sus conferencias.  Estuvo implicado en el movimiento adventista en sus días tempranos, habiendo sido llamado a predicar por Ellen G. White en 1852.
Trabajó para los adventistas en Nueva Inglaterra, Míchigan, Ohio, Gran Bretaña, y California. Publicó un relato del mensaje y la historia del Adventismo del Séptimo Día en 1902 titulado The Rise and Progress of the Third Angel's Message, pero el libro se perdió cuando el Review and Herald se quemó en Battle Creek, Míchigan, en 1903.  Entonces publicó otro libro, The Great Second Advent Movement en 1905. En él Loughborough describe su primera experiencia en la historia de la iglesia, las visiones y profecías de Ellen G. White, las divisiones tempranas en la iglesia, y varios asuntos filosóficos y religiosos, así como material autobiográfico.
F. C. Gilbert (1867-1946) discute las experiencias de Loughborough con las visiones de Elena G. White en su libro Predicciones divinas de la señora Ellen G. White cumplidas (en inglés original: Divine Predictions of Mrs. Ellen G. White Fulfilled), especialmente sus predicciones relacionadas con la esclavitud y el inicio de la guerra civil estadounidense.
The John Loughborough School (1980-2013) en Tottenham, al norte de Londres, fue nombrada en su honor.
Una cita bien conocida de Loughborough apareció en un artículo del Review and Herald del 8 de octubre de 1861 (ahora Adventist Review), en el que fue citado hablando en contra de la formación de credos:
"El primer paso de la apostasía es levantar un credo, diciéndonos lo que vamos a creer. El segundo es, hacer de ese credo una prueba de compañerismo. El tercero es probar a los miembros con ese credo. El cuarto es denunciar como herejes a aquellos que no creen en ese credo. Y quinto, comenzar la persecución contra los tales."